# 成就寺 (江戸川区)
成就寺（じょうじゅじ）は、東京都江戸川区にある天台宗の寺院。

## 歴史
848年（嘉祥元年）、慈覚大師円仁によって開山された。開山の経緯を反映して、旧称は「嘉祥山寂光寺円仁院」であった。後に現在名に改称されている。
1314年（正和3年）に舜慶法印が中興した。元々は本所中之郷竹町（現・東京都墨田区吾妻橋1丁目、東駒形1丁目）に位置していたが、1907年（明治40年）に墓地を現在地に移転した。そして1923年（大正12年）の関東大震災で焼失したため、1927年（昭和2年）に寺そのものも現在地に移転した。
本所時代はカラタチが植えられていたことから、「枳（からたち）寺」と呼ばれていた。
現在の本尊は阿弥陀三尊である。旧本尊は関東大震災で焼失したため、関係の深かった木母寺から請来したものである。

## 墓地
- 越智二楽（兵学者）
- 越智鳳台（兵学者、二楽の子）
- 荻野楳塢（仏教学者）
- 寺島梅里（画家）
- 山本梅痴（画家）
- 富本延寿斉（浄瑠璃太夫）
- 那波征甫（浅草紙の考案者）

## 交通アクセス
- 平井駅より徒歩12分（経路案内）。